# San Potito Ultra
San Potito Ultra är en ort och kommun i provinsen Avellino i regionen Kampanien i Italien. Kommunen hade 1 535 invånare (2017).